# Санта-Сюсана (Каліфорнія)
Санта-Сюсана (англ. Santa Susana) — переписна місцевість (CDP) в США, в окрузі Вентура штату Каліфорнія. Населення — 1160 осіб (2020).

## Географія
Санта-Сюсана розташована за координатами 34°15′29″ пн. ш. 118°39′59″ зх. д. / 34.25806° пн. ш. 118.66639° зх. д. (34.257954, -118.666363).  За даними Бюро перепису населення США в 2010 році переписна місцевість мала площу 2,88 км², уся площа — суходіл.

## Демографія
Згідно з переписом 2010 року, у переписній місцевості мешкало 1037 осіб у 405 домогосподарствах у складі 271 родини. Густота населення становила 360 осіб/км².  Було 439 помешкань (152/км²).
Расовий склад населення:
| - 87,2 % — білих - 2,2 % — азіатів - 1,6 % — чорних або афроамериканців - 0,2 % — корінних американців - 3,2 % — осіб інших рас |

До двох чи більше рас належало 5,6 %. Частка іспаномовних становила 15,0 % від усіх жителів.
За віковим діапазоном населення розподілялося таким чином: 17,9 % — особи молодші 18 років, 73,0 % — особи у віці 18—64 років, 9,1 % — особи у віці 65 років та старші. Медіана віку мешканця становила 44,4 року. На 100 осіб жіночої статі у переписній місцевості припадало 105,3 чоловіків;  на 100 жінок у віці від 18 років та старших — 107,1 чоловіків також старших 18 років.
Середній дохід на одне домашнє господарство  становив 87 280 доларів США (медіана — 87 500), а середній дохід на одну сім'ю — 93 146 доларів (медіана — 85 875). За межею бідності перебувало 13,4 % осіб, у тому числі 0,0 % дітей у віці до 18 років та 0,0 % осіб у віці 65 років та старших.
Цивільне працевлаштоване населення становило 535 осіб. Основні галузі зайнятості: інформація — 19,3 %, освіта, охорона здоров'я та соціальна допомога — 16,4 %, виробництво — 15,7 %.